# Não úng thủy
Não úng thủy hay mềm nhũ não không phải là một bệnh lý riêng biệt mà đúng hơn đó là hậu quả của một nhóm các bệnh lý khác nhau nhưng cùng có chung một đặc trưng là suy giảm lưu thông và/hoặc hấp thu dịch não tủy. Trong một số trượng hợp hiếm hơn, não úng thủy là hậu quả của sự tăng tiết chất dịch này do u nhú của đám rối mạch mạc trong hệ thống não thất.

## Sinh lý
Dịch não tủy được hình thành chủ yếu trong hệ thống não thất do sự tiết của đám rối mạch mạc. Đám rối này nằm trong hai não thất bên, não thất ba và não thất bốn nhưng chủ yếu là trong hai não thất bên. Ở một đứa trẻ bình thường thì có khoảng 20 ml dịch não tủy được sản xuất trong một giờ. Tổng lượng dịch não tủy là 50 ml ở trẻ em và khoảng 150 ml ở người lớn. Dich não tủy có thể được xem là dịch siêu lọc của huyết tương. Sự lưu thông dịch não tủy thực hiện được là nhờ sự chênh lệch áp lực giữa hệ thống các não thất với các xoang tĩnh mạch trong não. Bình thường áp lực trong lòng các não thất có thể lên đến 180 cm nước trong khi đó áp lực trong xoang tĩnh mạch dọc trên (một tĩnh mạch lớn trong não) chỉ vào khoảng 90 cm nước. Dịch não tủy đi từ hai não thất bên qua lỗ Monro để vào não thất ba sau đó đi qua một cấu trúc hẹp có tên là cống Sylvius để vào não thất bốn. Ở trẻ em, cống này có chiều dài khoảng 3 mm và đường kính chỉ 2 mm. Từ não thất bốn, dịch não tủy lại đi theo hai lỗ bên (lỗ Luschka) và một lỗ ở giữa (lỗ Magendie) để đổ vào các bể chứa ở nền não. Não úng thủy do hậu quả của sự tắc nghẽn các lỗ và cống lưu thông của não thất gọi là não úng thủy tắc nghẽn hoặc não úng thủy không lưu thông. Dịch não tủy từ các bể nền ở phía sau lại lưu thông đến các bể khác cũng như đến toàn bộ bề mặt của các cuộn não sau đó được hấp thu chủ yếu qua các nút nhện nhờ vào sự chênh lệch áp lực đã nói ở trên. Một phần rất nhỏ dich não tủy cũng được hấp thu bởi hệ thống mạch bạch huyết đổ về các xoang quanh mũi, một phần khác được hấp thu dọc theo các dây thần kinh và bởi chính đám rối mạch mạc. Vì một lý do nào đó mà các bể dưới nhện bị tắc nghẽn hoặc các nút nhện suy giảm chức năng thì cũng gây nên não úng thủy. Não úng thủy trong trường hợp này gọi là não úng thủy không tắc nghẽn hoặc não úng thủy lưu thông.

## Sinh lý bệnh và nguyên nhân
- Não úng thủy tắc nghẽn hay não úng thủy không lưu thông thường xuất hiện chủ yếu ở trẻ em do bất thường của cống Sylvius hoặc do tổn thương não thất bốn. Các bất thường cấu trúc của cống Sylvius thường là gây hẹp đường lưu thông dịch não tủy. Một số trường hợp hiếm, hẹp cống Sylvius là mrột bệnh lý di truyền lặn liên kết giới tính (liên kết với nhiễm sắc thể giới tính). Những bệnh nhân này đồng thời thường có các dị tật nhỏ kèm theo do khiếm khuyết quá trình đóng kín ống thần kinh như tật gai đôi cột sống thể ẩn (spina bifida occulta). Hiếm hơn nữa, hẹp cống Sylvius là do xơ hóa thần kinh. Chứng tăng sinh các tế bào nhện cũng là một nguyên nhân của tắc hẹp cống Sylvius. Do viêm màng nãp mủ hay xuất huyết não trong giai đoạn sơ sinh, lớp tế bào nội tủy lót trong lòng các não thất bị bong ra làm cho các tế bào nhện bị kích thích tăng sinh gây nên hẹp cống. Các nhiễm trùng trong quá trình bào thai, thường được biết dưới tên TORCH (Toxoplasmosis, Rubella, Cytomegalovirus, Hepatitis) cũng là những nguyên nhân có thể gặp của não úng thủy. U não, đặc biệt là u hố sọ sau gây cản trở lưu thông dịch não tủy và gây não úng thủy rất nhanh với dấu hiệu tăng áp nội sọ rất trầm trọng ở trẻ lớn. Các dị tật bẩm sinh đặc trưng gây nên não úng thủy có thể kể dị tật Chiari, hội chứng Dandy - Walker...
- Não úng thủy không tắc nghẽn hay não úng thủy lưu thông thường là hậu quả của xuất huyết trong não thường gặp ở trẻ sơ sinh đẻ non hoặc trẻ nhũ nhi thiếu vitamin K. Máu trong các khoang dưới nhện có thể làm bít tắc các bể não thất hoặc làm suy giảm chức năng hấp thu của các nút nhện chứ không cản trở lưu thông bên trong các não thất làm tăng lượng dịch não tủy gây nên não úng thủy lưu thông. Viêm màng não mủ do phế cầu hoặc viêm màng não do lao gây nên dịch tiết quánh đặc bám vào các nút nhện cũng làm suy giảm chức năng các nút hấp thu này. Biến chứng xâm nhập màng não của bệnh bạch cầu cấp cũng là nguyên nhân có thể gặp của não úng thủy.

## Biểu hiện lâm sàng
Biểu hiện lâm sàng của não úng thủy thay đổi rất khác nhau tùy từng trường hợp và phụ thuộc vào rất nhiều yếu tố như (1) tuổi mắc bệnh, (2) bản chất của thương tổn gây nên sự tắc nghẽn lưu thông dịch não tủy, (3) thời gian bị bệnh và (4) tốc độ tăng áp lực nội sọ. 
- Ở trẻ nhỏ do các khớp sọ chưa đóng kín nên triệu chứng dễ thấy nhất đó là kích thước của đầu to lên nhanh bất thường. Ngoài ra thóp trước cũng giãn to và căng hơn, các mạch máu da đầu cũng giãn to hơn bình thường. Trán trẻ rất rộng. Mắt thường ở tư thế nhìn xuống tạo nên dấu hiệu mặt trời lặn.

Ngoài những biểu hiện trên, còn có biểu hiện đầu trẻ bé hơn bình thường, trẻ rất hay giật mình thậm chíkhi nghe một tiếng động hoặc âm thanh rất nhỏ. Trẻ rất khó bú, rất hay bị sặc sữa hoặc nôn vọt. Trẻ rất khó ngủ, hay khóc, khi nằm đầu ngẹo sang một bên.Hành vi ngày càng chậm dần, tay trẻ thường nắm rất chặt.
- Ở trẻ lớn hơn, khi các khớp sọ đã đóng kín một phần, dấu hiệu đầu to khó nhận biết hơn. Các triệu chứng gợi ý là dễ kích thích, khó chịu, mệt mỏi, chán ăn, nôn mửa. Dấu hiệu nhức dầu nổi bật ở nhóm trẻ này. Các dấu hiệu khác có thể thấy như phù gai thị, dấu hiệu tổn thương bó tháp... Hai nhóm di tật bẩm sinh thường gặp gây não úng thủy là dị tật Chiari và hội chứng Dandy - Walker.
- Dị tật Chiari có hai phân nhóm.

1. Chiari típ I thường biểu hiện triệu chứng ở trẻ lớn và người trưởng thành và thường ít khi kèm với não úng thủy. Bệnh nhân thường van nhức đầu tái diễn, đau cổ, tiểu rắt, và tình trạng co cứng chi dưới ngày càng tiến triển nặng hơn. Dị tật này thường đặc trưng bởi sự tụt hạnh nhân tiểu não vào trong ống tủy cổ. Nguyên nhân của tình trạng này chưa được biết rõ nhưng có thể do sự bít tắc phần dưới của nõa thất bốn trong quá trình phát triển bào thai.
2. Chiari típ II đặc trưng bởi não úng thủy phát triển dần dần và tật thoát vị màng não tủy. Tổn thương này là do bất thường của não sau có thể là do cầu não không gập góc như bình thường trong quá trình sinh phôi làm cho não thất bốn bị kéo dài. Hậu quả là thân não bi xoắn vặn làm cho thùy giun, cầu não, hành tủy tụt vào trong ống tủy cổ. Khoảng 10% trẻ mắc dị tật Chiari típ II có biểu hiện ngay từ thời kỳ sơ sinh như thở rít, khóc yếu, ngưng thở. Các triệu chứng này giảm nếu được phẫu thuật dẫn lưu dịch não tủy sớm.

- Hội chứng Dandy - Walker là bất thường của não thất bốn. Trong dị tật này, não thất bốn giãn to dạng nang do trần của não thất này phát triển không bình thường trong quá trình sinh phôi. Khoảng 90% bệnh nhân bị di tật Dandy - Walker có biểu hiện não úng thủy. Một số lớn bệnh nhân còn bị các bất thường đi kèm như bất sản thùy giun tiểu não và thể chai. Trẻ thường có kích thước đầu tăng lên rất nhanh và vùng chẩm gồ rõ. Trẻ thường có biểu hiện thất điều, chậm phát triển tâm thần vận động, động kinh...

## Điều trị
Điều trị tùy thuộc nguyên nhân gây bệnh. 
- Điều trị nội khoa bao gồm dùng các thuốc như acetazolamide và thuốc furosemide có thể tạm thời làm giảm sự sản xuất dịch não tủy. Tuy nhiên tác dụng lâu dài của các thuốc này rất hạn chế. Ngoài ra, trẻ bị não úng thủy còn có thể kèm các triệu chứng khác như động kinh, việc điều trị nội khoa cũng nhằm kiểm soát các biểu hiện bệnh lý này.
- Hầu hết các trường hợp não úng thủy điều cần được điều trị ngoại khoa nhằm dẫn lưu dịch não tủy ra khỏi não. Phẫu thuật hay được sử dụng nhất là đặt dẫn lưu não thất- ổ bụng. Phẫu thuật này đưa một ống mềm đi dưới da, một đầu ống ở não thất và đầu kia trong khoang phúc mạc của ổ bụng. Dịch não tủy được ẩn lưu theo ống từ não thất đổ vào khoang phúc mạc. Tại đây dịch được hấp thu và trở lại tuần hoàn. Một biến chứng của dẫn lưu là nhiễm khuẩn, thường gặp nhất là tụ cầu trắng (staphylococus epidermidis). Tuy nhiên nếu phẫu thuật được thực hiện cẩn trọng thì tỉ lệ nhiễm trùng có thể hạ thấp xuống đến 5%. Hiện nay ở các trung tâm chu sinh tiên tiến người ta có thể tiến hành phẫu thuật dẫn lưu này ngay khi trẻ còn đang nằm trong bụng mẹ. Tuy vậy kết quả của các trường hợp được dẫn lưu trên không khả quan mấy. Lý do là khi trẻ có biểu hiện não úng thủy trong bào thai cần phải phẫu thuật thì nguyên nhân thường là những hội chứng bệnh bao gồm nhiều dị tật khác nhau kết hợp trên cùng một bệnh nhân.

Việc đặt ống dẫn lưu não thất ổ bụng có một vấn đề là rất hay bị nhiễm trùng, nhất là ở các nước có khí hậu nóng ẩm hoặc cơ địa của trẻ không chấp nhận vật lạ đặt vào người. ống dẫn lưu hay bị tắc phải điều trị kịp thời nếu không rất nguy hiểm. Biểu hiện của bị tắc ống dẫn lưu thường là trẻ có thay đổi rất bất thường: vận động nhiều hơn,cười lên sằng sặc hoặc tự nhiên khóc dấm dứt kéo dài; trẻ tự nhiên đờ đẫn,ăn, uống gì đều bị nôn, mồ hôi đổ ra nhiều và thường bị sốt.